# Freistaat Sachsen-Altenburg
Der Freistaat Sachsen-Altenburg war ein Freistaat im (heutigen) östlichen Thüringen, der von 1918, der Abdankung des Herzogs von Sachsen-Altenburg, bis 1920, zur Gründung des Landes Thüringen, bestand. In seinem Flächenzuschnitt war er mit dem Herzogtum Sachsen-Altenburg identisch.

## Geschichte
Nach der Abdankung des Herzoges Ernst II. am 13. November 1918 wurde der Freistaat Sachsen-Altenburg gegründet. Die Residenzstadt Altenburg wurde daraufhin zur Landeshauptstadt des neuen Freistaates. Leitender Staatsminister der Übergangsregierung wurde Wilhelm Tell. Nach der Landtagswahl, die am 26. Januar 1919 stattfand, bildeten die Parteien SPD und DDP die neue Regierung. Sie setzte sich mit Ausnahme Wilhelm Tells aus der Übergangsregierung zusammen. Der neue Staatsminister war August Frölich (SPD). Der Landtag des Freistaates Sachsen-Altenburg beschloss am 27. März 1919 ein Gesetz zur vorläufigen Regelung der Verfassung. 
Am 1. Mai 1920 ging der Freistaat im Land Thüringen auf. Bis 1. April 1923 behielt er noch als „Gebiet Altenburg“ den Status als Kommunalverband höherer Ordnung mit eigener Gebietsregierung und Gebietsvertretung. Zudem musste in den ersten 15 Jahren nach dem Inkrafttreten der Thüringer Landesverfassung von 1921 stets ein Mitglied der Landesregierung aus dem Altenburger Gebiet kommen.

## Städte
| Stadt      | Einwohner (1919) |
| ---------- | ---------------- |
| Altenburg  | 37.289           |
| Schmölln   | 10.924           |
| Eisenberg  | 10.030           |
| Meuselwitz | 9.171            |

## Verwaltungsgliederung
Der Freistaat Sachsen-Altenburg bestand aus der kreisfreien Stadt Altenburg sowie den drei Landratsämtern Altenburg, Roda und Ronneburg.

## Wahl zum ersten Landtag
- SPD: 24
- DDP: 10
- DNVP: 6

Am 26. Januar 1919 fand die Wahl zum ersten Landtag statt.
| Wahl zum 1. Landtag 1919 | Wahl zum 1. Landtag 1919 | Wahl zum 1. Landtag 1919 | Wahl zum 1. Landtag 1919 |
| Partei                   | Stimmanteil in %         | Sitze                    |                          |
| ------------------------ | ------------------------ | ------------------------ | ------------------------ |
| SPD                      | 58,55 %                  | 24 Sitze                 |                          |
| DDP                      | 24,64 %                  | 10 Sitze                 |                          |
| DNVP                     | 16,82 %                  | 6 Sitze                  |                          |

Auf 100 % fehlende Stimmen = Nicht im Landtag vertretene